# Комарі (Вілейський район)
 Комарі (біл. вёска Камары) — село в складі Вілейського району Мінської області, Білорусь. Село підпорядковане Осиповицькій сільській раді, розташоване в північній частині області.